# MediaWatch.dk
MediaWatch.dk (MediaWatch A/S) er en dansk webportal, der bringer nyheder fra medieverdenen. 
MediaWatch følger udviklingen og forbruget omkring de danske medier, med blandt andet analyse af internetforbrug, avisers læsertal og annonceforbrug, lytter- og seertal m.v. MediaWatch bringer desuden kommentarer, debat-, og navnestof fra mediebranchen.
Selskabet ejes af JP/Politikens Hus. De blev eneejere i 2012 efter købet af den aktieandel på 40 procent, som A-pressen siden 2007 havde ejet. MediaWatch har en række søster-sider, som beskæftiger sig med hver deres niche: ShippingWatch, FinansWatch, MedWatch og EnergiWatch. Disse er også ejet af JP/Politikens Hus, men ligesom MediaWatch drives de redaktionelt uafhængigt af koncernens øvrige medier.
MediaWatchs chefredaktør, 2010, er Anders Heering

### Søstermedier
- FinansWatch − dansk netportal med aktuelle nyheder fra den finansielle sektor
- MedWatch − dansk netportal, der bringer nyheder fra medicinal- og medicoindustrien
- ShippingWatch − dansk netportal med aktuelle nyheder fra shippingindustrien (udkommer også på engelsk på www.shippingwatch.com)
- EnergiWatch – dansk netportal med aktuelle nyheder fra energi- og cleantechbranchen (udkommer også på engelsk på www.energywatch.eu)
- FødevareWatch – dansk netportal med aktuelle nyheder for fødevarebranchen
- EjendomsWatch - dansk netportal med nyheder fra ejendomsbranchen
- ITWatch - dansk netportal med nyheder fra it-branchen

## Ekstern henvisning
- MEDIAWATCHs hjemmeside